# História da ecologia
A História da Ecologia remonta ao século IX. Alguns dos primeiros escritos ecológicos que sobreviveram pertencem provavelmente à Aristóteles ou talvez seu aluno, Teofrasto, ambos tinham interesse em variadas espécies de animais e plantas. Teofrastos descrevia relações entre animais e seu ambiente tão cedo quanto o quarto século antes de cristo. A ecologia se desenvolveu substancialmente nos séculos XVIII e XIX. Surgiu com os trabalhos de Carl Linnaeus sobre a economia da natureza Logo depois veio Alexander von Humboldt e sua geografia botânica. Alexander von Humboldt e Karl Möbius contribuiram então com a noção de biocenose. O trabalho de Eugenius Warming com a geografia ecológica das plantas levou à fundação da ecologia enquanto disciplina. A obra deCharles Darwin também contribuiu com a ciência da ecologia, e Darwin é frequentemente reconhecido por ter feito avançar a disciplina mais do que qualquer outro pesquisador nesse periodo de origem. O pensamento ecológico se expandiu ainda mais no início do século XX. Contribuições maiores incluiram: o trabalho de Eduard Suess e Vladimir Vernadsky sobre a biosfera, o desenvolvimento do conceito de ecosistema com Arthur George Tansley, os trabalhos sobre ecologia animal de Charles Elton], e o conceito de sucessão ecológica por Henry Cowles.
A ecologia influenciou profundamente as ciências sociais e humanas. A ecologia humana surgiu no início do século XX e reconhecia o humano enquanto um fator ecológico. Mais tarde James Lovelock avançou suas visões sobre a terra enquanto um macro-organismo com a Hipótese Gaia